# James Saumarez
James Saumarez, I barone di Saumarez (Saint Peter Port, 11 marzo 1757 – Guernsey, 9 ottobre 1836), è stato un ammiraglio britannico della Royal Navy famoso per la vittoria della battaglia di Algeciras.

## Gioventù
Nacque a Saint Peter Port, Guernsey in un'antica famiglia dell'isola, primogenito di Matthew de Sausmarez (1718-1778) e della sua seconda moglie Carteret, figlia di James Le Marchant. Era nipote di John de Sausmarez (1706-1774) del maniero Sausmarez e fratello maggiore del generale Sir Thomas Saumarez (1760-1845).

La sorella sposò Henry Brock, zio del maggior generale Sir Isaac Brock e di Daniel de Lisle Brock. Molti degli antenati di Sausmarez si erano distinti nel servizio navale, ed anche lui si arruolò come midshipman (aspirante guardiamarina) all'età di 13 anni. Dopo l'entrata nella marina modificò il proprio cognome, trasformandolo da Sausmarez a Saumarez.

## Servizio navale

### Inizio del servizio nel Mediterraneo e nella guerra d'indipendenza americana
Nel 1770 Saumarez si imbarcò sulla HMS Montreal nel mar Mediterraneo. Nel 1775 si trasferì sulla nave ammiraglia di Sir Peter Parker, la HMS Bristol, che operava in America settentrionale. Saumarez si distinse mostrando il proprio coraggio durante l'assalto di Charleston del 1776. Fu promosso tenente nel 1778. Comandò la galea ad 8 cannoni HMS Spitfire, ma dovette farla arenare e bruciarla il 30 luglio 1778 quando la flotta francese dell'ammiraglio Charles Henri d'Estaing giunse nella baia di Narragansett. Saumarez si unì alla Victory, per poi passare sulla nave del viceammiraglio Hyde Parker, la HMS Fortitude, con la quale combatté la battaglia di Dogger Bank del 5 agosto 1781, nella quale fu ferito. Fu promosso comandante e messo a capo della Tisiphone. Nel 1782 Saumarez salpò verso le Indie Occidentali, con dispacci indirizzati a Samuel Hood, e giunse in tempo per assistere alle fasi finali della battaglia di Saint Kitts del 25 gennaio 1782.

### Battaglia delle Saintes
Mentre era al comando della HMS Russell (74 cannoni) contribuì alla vittoria riportata da George Brydges Rodney su François Joseph Paul de Grasse nella battaglia delle Saintes del 12 aprile 1782. Nel corso dello scontro e di sua iniziativa, Saumarez portò la propria nave fuori dalla linea per assistere alla cattura della nave ammiraglia di De Grasse, la Ville de Paris. Questo portò l'ammiraglio Rodney ad affermare: «...il capitano di Russell è un bravo ragazzo, chiunque sia».
Quando terminò la guerra in America, Saumarez sbarcò e non navigò più fino al 1793, quando gli fu assegnato il comando della fregata HMS Crescent, una quinto rango da 36 cannoni.

### Scontro del 20 ottobre 1793
Fu sulla Crescent che Saumarez fu coinvolto in una delle prime grandi battaglie navali della guerra, quando catturò la fregata francese La Reunion, durante l'azione del 20 ottobre 1793. I morti britannici furono pochi e solo uno fu ferito. Come ricompensa Saumarez fu nominato cavaliere da re Giorgio III e gli fu consegnata una targa dalla città di Londra. In seguito Saumarez ricevette un addebito di 103 sterline da un certo Cooke per "l'onore di un cavalierato". Saumarez si rifiutò di pagare, dicendo a Cooke di mandare l'addebito a chiunque avesse pagato per il cavalierato di Edward Pellew dopo l'azione del 18 giugno 1793. In seguito Saumarez scrisse al fratello: «Penso che sia difficile pagare così tanto per un onore che si pensa io mi sia meritato».

### Battaglia di Capo San Vincenzo
Mentre era al comando di uno squadrone composto da tre fregate, da un lugger e da un cutter, l'8 giugno 1794 sulla rotta da Plymouth a Guernsey incrociò una flotta francese superiore composta da due razee, tre fregate e un cutter. Lo squadrone francese aveva una potenza di fuoco superiore a quella britannica, ma Saumarez, con abili manovre, riuscì a portare in salvo le proprie fregate nel porto di Guernsey. Il lugger ed il cutter avevano fatto ritorno a Plymouth all'inizio dello scontro.
Dopo essere stato promosso nel 1795, fu assegnato alla HMS Orion da 74 cannoni della Channel Fleet, con la quale partecipò alla sconfitta della flotta francese nella battaglia di Groix, al largo di Lorient, il 22 giugno. La Orion fu una delle navi mandata a dare manforte a John Jervis nel febbraio 1797, ed in questa occasione Saumarez si distinse nella battaglia di Capo San Vincenzo (1797). Nella prima fase aiutò a respingere un duro attacco alla linea britannica, coprendo poi la ritirata della HMS Colossus. La Colossus aveva subito gravi danni, le vele erano state spazzate via e stava per essere catturata dagli spagnoli, finché non intervenne la Orion. In seguito, quando la battaglia era entrata nel vivo, Saumarez obbligò la Salvador del Mundo ad arrendersi prima di attaccare la Santísima Trinidad con l'aiuto della HMS Excellent. Saumarez era sicuro di aver obbligato anche lei ad arrendersi, quando l'arrivo del resto della flotta spagnola convinse Jervis ad interrompere lo scontro.

### Assedio di Cadice e battaglia del Nilo
Saumarez rimase aggregato alla flotta di Jervis e partecipò all'assedio di Cadice dal febbraio 1797 all'aprile 1798. Nel maggio 1798 la Orion si unì allo squadrone che, comandato da Horatio Nelson, fu inviato nel mar Mediterraneo alla caccia dei francesi. Saumarez era il secondo in comando dell'ammiraglio Nelson durante la battaglia del Nilo, nella quale costrinse alla resa la Peuple Souverain e la Franklin (80 cannoni).

### Battaglia di Algeciras e stretto di Gibilterra
Al ritorno dall'Egitto ricevette il comando della HMS Caesar, da 80 cannoni, con l'ordine di controllare la flotta francese al largo di Brest nell'inverno del 1799 e del 1800. Nel 1801 fu promosso retroammiraglio e nominato baronetto, e ricevette il comando di un piccolo squadrone destinato a controllare i movimenti della flotta spagnola di Cadice. Tra il 6 ed il 12 luglio svolse un brillante servizio nel quale, dopo un primo contatto ad Algeciras, sconfisse un nemico più potente formato da francesi e spagnoli nella battaglia dello stretto di Gibilterra. Per quanto fatto Saumarez ricevette l'Ordine del Bagno e la Freedom of the City of London. Nel 1803 il parlamento britannico gli elargì una rendita annua di 1200 sterline (Annuity to Admiral Saumarez Act del 1803).
Durante la pace di Amiens Saumarez rimase con la famiglia a Guernsey e quando la guerra scoppiò nuovamente gli fu assegnato il comando delle forze navali che difendevano le isole del Canale. Per questo non partecipò alla battaglia di Trafalgar.

### La campagna del Baltico
Nel 1808 gli fu affidato il comando della Baltic Fleet e si ritrovò imbarcato sulla HMS Victory. La missione di Saumarez era di proteggere il commercio britannico, vitale per i rifornimenti della Royal Navy, e di bloccare i porti nemici come quelli francesi in Germania settentrionale. Anche la flotta russa fu bloccata finché Alessandro I di Russia non riaprì i porti russi alle navi britanniche. La Svezia, pressata dalla Francia, dichiarò guerra al Regno Unito nel novembre 1810, ma Saumarez mostrò molto tatto verso il governo svedese e le sue navi, capendo che gli svedesi, con i vicini russi, avrebbero alla fine sconfitto Napoleone Bonaparte. In seguito Carlo XIII di Svezia gli conferì la Gran Croce dell'Ordine della Spada. La Danimarca era uno stato satellite francese, ed anch'essa fu tenuta sotto osservazione finché non fu invasa dalla Svezia nel 1814. Nel 1812, furioso perché lo zar si era rifiutato di cancellare i commerci con il Regno Unito, Napoleone invase la Russia con mezzo milione di soldati. In quest'occasione la flotta di Saumarez fu importante come ostacolo per le operazioni francesi.

### Ultimi anni
Dopo la pace del 1814, Saumarez ottenne nel 1819 il grado di retroammiraglio del Regno Unito, e nel 1821 viceammiraglio. Dal 1824 al 1827 fu comandante in capo di Plymouth. Fu nominato barone di Saumarez nel 1831, e morì a Guernsey nel 1836. Per celebrare le conquiste di Saumarez fu eretta in suo onore una statua nel National Maritime Museum di Londra.

## Rapporti con Nelson
Saumarez ed Horatio Nelson lavorarono insieme nel 1797 e nel 1798, ma i loro rapporti non furono molto stretti. In molte occasioni entrarono in conflitto. Litigarono la prima volta dopo la battaglia di Capo San Vincenzo. Saumarez aveva costretto alla resa la Santissima Trinidad ma non era riuscito a catturarla, perché Jervis era stato obbligato ad interrompere lo scontro. Nelson cercò di consolare Saumarez dicendogli che gli spagnoli avevano confermato la resa della Trinidad. Saumarez rispose «Qualcuno ne dubitava sir? Spero che non servano tali prove per stabilire la veridicità del resoconto di un ufficiale britannico».
Nel maggio 1798, quando Saumarez fu assegnato allo squadrone di Nelson nel Mediterraneo, Nelson preferì discutere con Troubridge ed anche se Saumarez, essendo il capitano più anziano, era tecnicamente il secondo in comando, fu spesso escluso dalle discussioni.
Dopo la battaglia del Nilo, durante una conversazione con Nelson sul ponte della HMS Vanguard, Saumarez sostenne che la tattica di doppiare la linea francese era pericolosa, dato che avrebbe esposto le navi britanniche al fuoco amico. Prima di potersi spiegare, Nelson tagliò corto e scese arrabbiato in coperta. Nelson decise che Saumarez avrebbe dovuto tornare in patria e che non avrebbero mai più lavorato insieme.
In seguito Nelson scrisse una lettera in cui diceva: «Potrei non essermi fatto alcuna opinione sulla Orion, che non fosse favorevole al suo eccellente comandante [Saumarez] ed all'equipaggio». In ogni caso, la tensione tra i due rimase.

## Famiglia
Nel 1788 sposò Martha le Marchant, dalla quale ebbe tre figli e quattro figlie.

## Citazioni nella fiction
Saumerez appare come personaggio minore in uno dei romanzi della serie di Cecil Scott Forester dedicati a Horatio Hornblower; il romanzo s'intitola 'The Happy Return', e Saumerez appare come retroammiraglio. È presente anche come ammiraglio dello squadrone Gibilterra in Primo comando, e sempre come ammiraglio della flotta del Baltico in Missione sul Baltico, libri della serie di Patrick O'Brian incentrata sui personaggi di Jack Aubrey e Stephen Maturin. In Treachery (2008) di Julian Stockwin, i presunti ordini di Saumerez (in realtà un falso) portano alla disgrazia di Thomas Kydd.